# Yxnarum
Yxnarum är en by i Listerby socken i Ronneby kommun Blekinge län och är belägen cirka 3 kilometer utanför Listerby. År 1990 klassade SCB Yxnarum som en småort. Vid småortsavgränsningen 1995 räknades Yxnarum som en del av småorten Kartorp och Rolstorp, som sedan 2015 räknas som en del av tätorten Listerby.
Byn består av en klunga kring ett vägkors. På vägen till Yxnarum lägger man märke till några små enkelstugor som är så låga att dörren sticker upp ovanför takfoten.

## Fornminnen och namn
På höjderna kring Yxnarums by finns flera fornlämningar, främst rösen från äldre bronsåldern och gravfält från äldre järnåldern 1500 f.Kr. – 500 e.Kr. Ett gravfält ligger cirka 750 m söder om Yxnarum. Det består av tre större rösen och flera mindre röseliknande stensättningar. Gravfältet domineras av ett cirka 5 meter högt röse kallat "Yxnas grav" efter vikingadottern i Wogn och Yxnas saga. Händelserna ska ha utspelats på vikingatiden 800–1050 e.Kr. (om nu de verkligen ägt rum) men röset är från äldre bronsåldern 1500–1000 f.Kr. Röset och sagan kan alltså inte ha något samband, utan sagan är förmodligen en efterkonstruktion för att förklara byn Yxnarums namn. Vid slutet av 1800-talet fann man nära Yxnarum en silverskatt från cirka 950 e.Kr. Den bestod av 113 arabiska mynt, 42 myntfragment, ett spänne, två armringar, en armring av guld och en halsring av silver
Yxnarum översätts med "platsen för oxarna". Byns anor bekräftas av de vikingafynd som gjorts här.

## Röde tupp
I närheten av Yxnarum låg också lönnkrogen Röde Tupp. Listerbys gamla avrättningsplats gynnade Röde Tupp då man här fick "sista supen". På avrättningsplatsen avrättades under en period på drygt hundra år ungefär 25 människor.

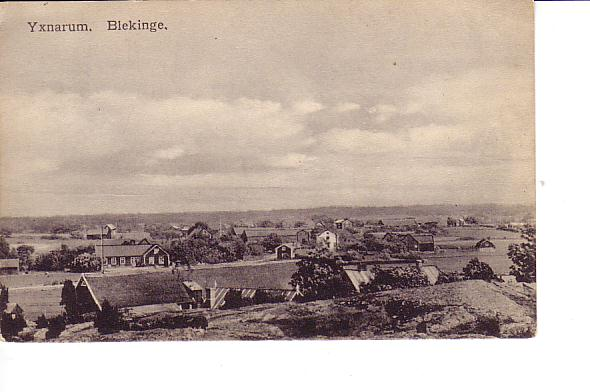
Yxnarum 1912, fotot taget från Rolstorps hallar
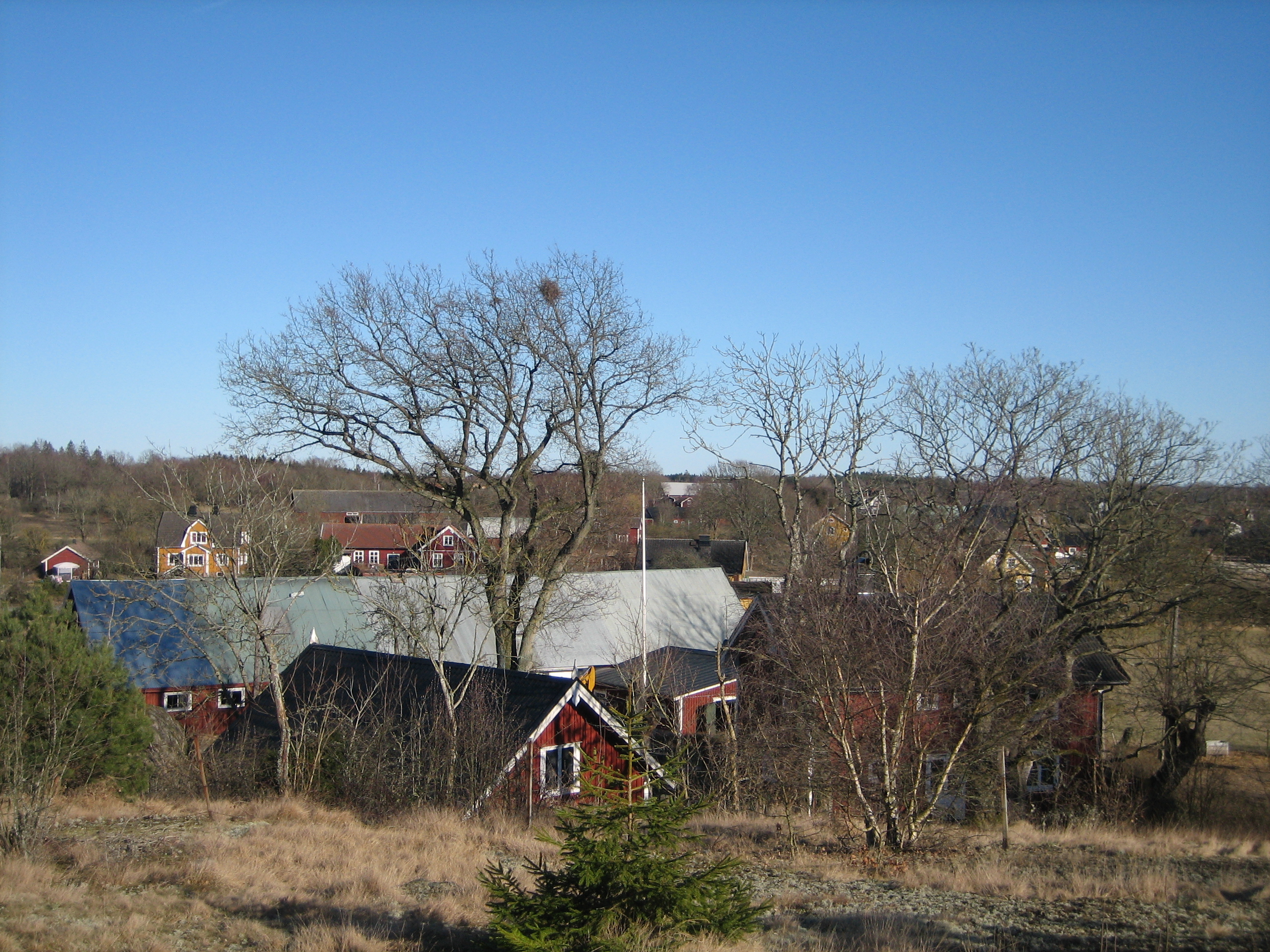
Yxnarum 2010, fotot taget från Rolstorps hallar
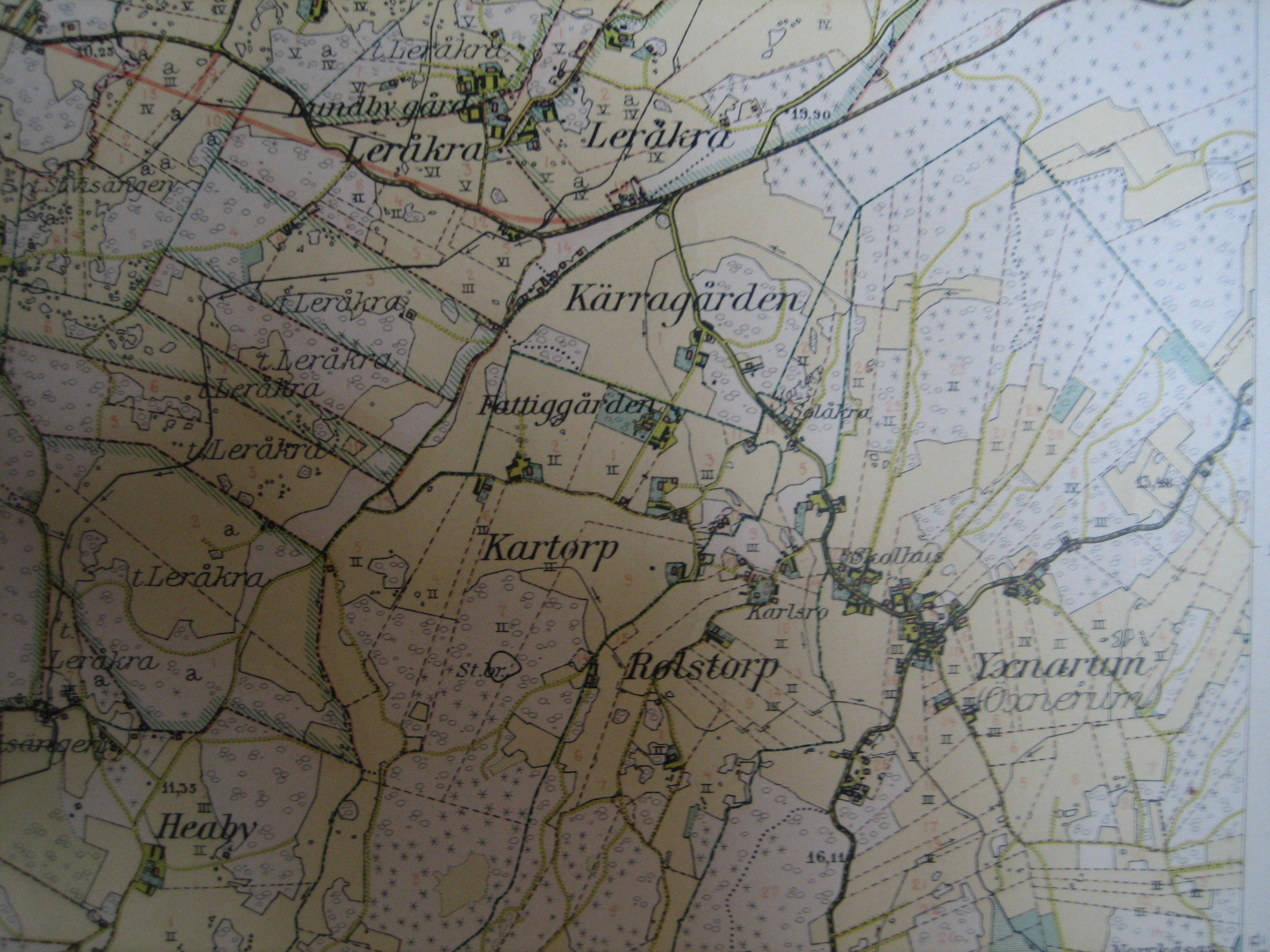
Yxnarum karta 1920